# 久保田義弘
久保田 義弘（くぼた よしひろ、1951年〈昭和26年〉 - ）は、日本の経済学者。専門は理論経済学・財政学。札幌学院大学名誉教授。北海道出身。環境経済・政策学会、日本ファイナンス学会所属。

## 略歴
1977年に小樽商科大学・商学部を卒業。1981年に北海道大学大学院経済学研究科修士課程修了。同年に北海道大学大学院経済学研究科博士課程単位取得退学。北海道大学経済学部の助手となる。
1982年、北海道教育大学・教育学部助手を務める。また、1985年には北海道教育大学教育学部助教授、1990年には札幌学院大学・経済学部助教授、1996年には札幌学院大学経済学部教授として務める。
2020年に定年退職。この他に、学校法人札幌学院大学理事、同常務理事、札幌学院大学社会連携センター長なども歴任。

## 研究
マクロ経済学、金融および産業の研究やゲーム理論の応用、アフリカでの貧困と開発の関係論、金融システムの研究など多岐に渡る。

## 著書
- 『ストック経済のマクロ分析−価格・期待・ストック−』（北海道大学図書刊行会、1998年）
- 播磨谷浩三と共著『基本経済学』（八千代出版、2003年）
- 『子育て支援の"これまで"と"これから"』（編集代表、札幌学院大学社会連携センター、2009年）